# Robert Egbeta
Robert Egbeta  (Warri, Nigeria; 23 de junio de 1989) es un futbolista nigeriano. Juega de mediocampista defensivo y su último equipo fue el Club Llaneros de Villavicencio, Colombia.

## Trayectoria

### Llaneros de Villavicencio
Llegó a la ciudad de Bogotá para fichar con el Academia Compensar pero no pudo ser inscrito dado que cerraron las inscripciones de jugadores pero aun así siguió entrenando y escasas semanas después la ficha la vendieron al Club Llaneros de Villavicencio ciudad conocida como "La Medía Colombia" Robert se trasladó con el equipo e hizo adaptación al país y fue inscrito al siguiente semestre debutando en la segunda división para la temporada 2012-2013 con su compatriota Usman Amodu que venia procedente del fútbol de la India.
Con este club jugó 20 partidos y no convirtió ningún gol, fue dirigido por entrenador Colombo-Libanés Alberto Rujana y compartió vestuario con jugadores destacados como Rafa Castillo, Omar Fernández Frasica y los hermanos argentinos Lucas Rodríguez y Leandro Rodríguez.

## Clubes
| Club              | País     | Año       | Partidos | Goles |
| ----------------- | -------- | --------- | -------- | ----- |
| Sunshine Stars    | Nigeria  | 2005-2007 | 18       | 1     |
| Niger Tornadoes   | Nigeria  | 2008-2010 | 21       | 0     |
| Kolkata Camelians | India    | 2010-2012 | 17       | 3     |
| Club Llaneros     | Colombia | 2012-2013 | 20       | 0     |

## Selección nacional

### Participaciones con la selección
| Torneo                                | Sede   | Resultado        | Apariciones | Goles |
| ------------------------------------- | ------ | ---------------- | ----------- | ----- |
| Copa Mundial de Fútbol Sub-20 de 2007 | Canadá | Cuartos de final | 1           | 0     |